# Danh sách sân bay tại Togo
Dưới đây là danh sách sân bay tại Togo, được sắp xếp theo vị trí.

## Sân bay
Tên in đậm cho biết sân bay có các chuyến bay thương mại theo lịch.
| Thành phố phục vụ | Vùng     | ICAO | IATA | Tên sân bay                 |
| ----------------- | -------- | ---- | ---- | --------------------------- |
| Anié              | Plateaux | DXKP |      | Sân bay Kolokope            |
| Atakpamé          | Plateaux | DXAK |      | Sân bay Akpaka              |
| Dapaong           | Savanes  | DXDP |      | Sân bay Djangou             |
| Lomé              | Maritime | DXXX | LFW  | Sân bay quốc tế Lomé-Tokoin |
| Niamtougou        | Kara     | DXNG | LRL  | Sân bay quốc tế Niamtougou  |
| Sansanné-Mango    | Savanes  | DXMG |      | Sân bay Sansanné-Mango      |
| Sokodé            | Centrale | DXSK |      | Sân bay Sokodé              |